# Yao (miasto)
Yao (jap. 八尾市 Yao-shi) – miasto w Japonii, na wyspie Honsiu, w prefekturze Osaka.

## Położenie
Miasto leży w zachodniej części prefektury Osaka. Graniczy z miastami:
- Osaka
- Higashiōsaka
- Kashiwara
- Fujiidera

## Historia
Miasto otrzymało prawa miejskie 1 kwietnia 1948 roku.

## Miasta partnerskie
- Stany Zjednoczone: Bellevue
- Chiny: Szanghaj, dzielnica Jiading